# Ongehoord Nieuws
Ongehoord Nieuws is een politiek rechts georiënteerd opinie-programma van de omroep Ongehoord Nederland (ON!). Het programma wordt door Tom de Nooijer en Raisa Blommestijn gepresenteerd. Reporter vanuit het land is Arlette Adriani en politiek verslaggever is Jonathan Krispijn. Ongehoord Nieuws begon als nieuwsprogramma maar werd later getypeerd als opinie- en duidingsprogramma.
Sinds 22 februari 2022 wordt het lunch-programma twee keer per week live vanuit Den Haag op NPO 1 uitgezonden. Tijdens de eerste uitzending trok het 225.000 kijkers volgens Stichting KijkOnderzoek. In aanloop naar de Tweede Kamerverkiezingen 2023 kreeg het programma extra zendtijd; na het gebruikelijke blok van 12:15-12:55u volgde nog een blok van 25 minuten. Tussen 2023 en 2024 was Reinette Klever vaste commentator in het programma.

## Kijkcijfers
Op 29 november 2022 bereikte het programma volgens SKO een half miljoen kijkers. 
In de jaren daarna dalen de kijkcijfers gestaag. Op 17 december 2024 werd de laatste uitzending van het jaar bekeken door 70.000 mensen (deel 1) en 49.000 mensen (deel 2).